# Sao gần mức khổng lồ

Biểu đồ Hertzsprung-Rusell

Một ngôi sao gần mức khổng lồ (còn gọi là sao hạ khổng lồ) là một ngôi sao có độ sáng hơn một ngôi sao theo dãy chính bình thường cùng 1 loại sao, nhưng không sáng bằng các ngôi sao khổng lồ thực sự. Thuật ngữ subgiant được áp dụng cho cả một lớp độ chói quang phổ cụ thể và cho một giai đoạn trong quá trình tiến hóa sao.

## Các hành tinh quay quanh các ngôi sao gần mức khổng lồ
Các hành tinh trên quỹ đạo xung quanh các ngôi sao siêu âm bao gồm Kappa Andromedae b  và HD 224693 b.